# Elke Sommer

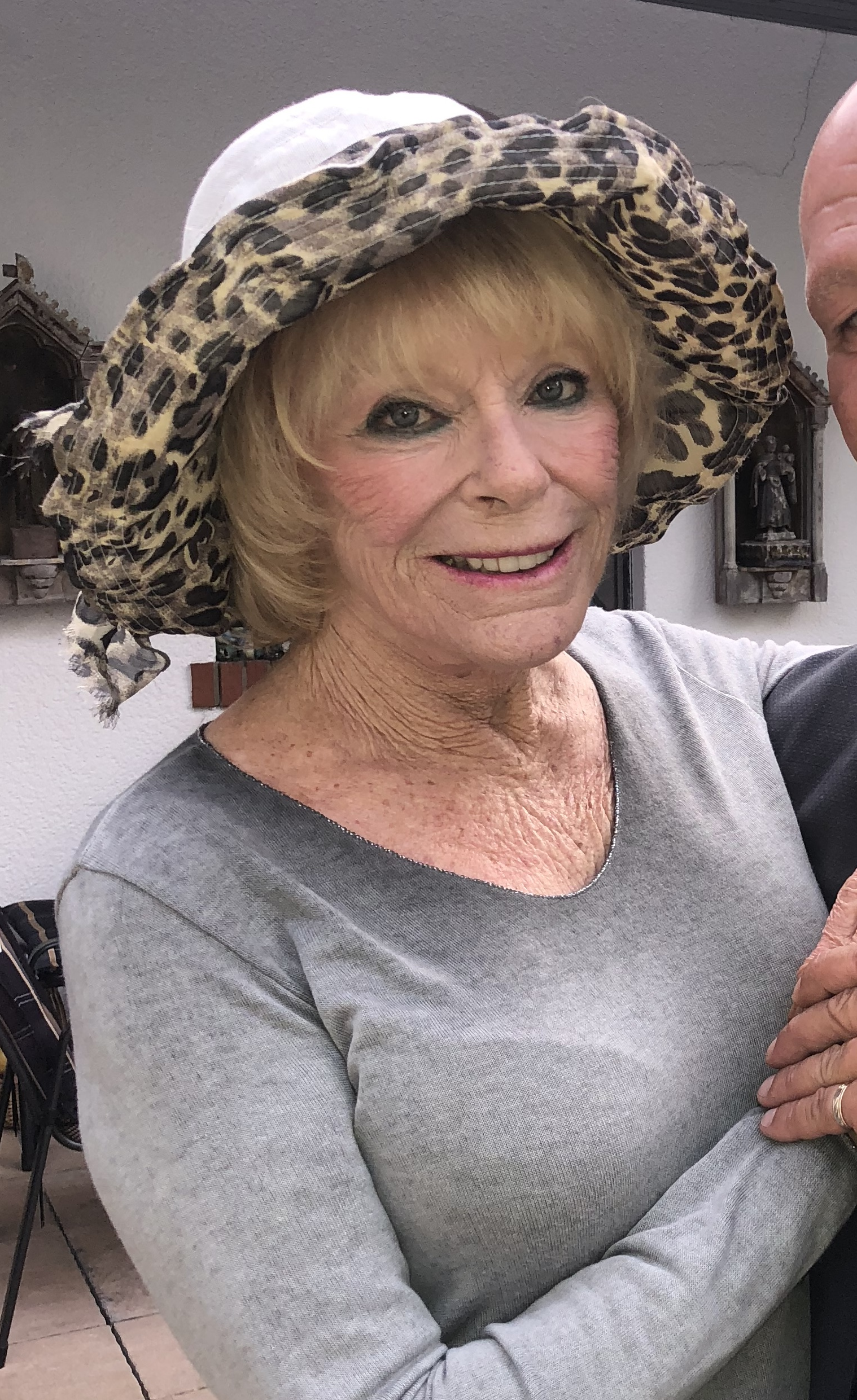
Elke Sommer (2018)

Elke Sommer anhörenⓘ(* 5. November 1940 in Berlin; eigentlich Elke Schletz) ist eine deutsche Schauspielerin, Sängerin und Malerin, die ab 1959 in über 100 Film- und Fernsehrollen zu sehen war. In den 1960er Jahren gelang ihr als Sexsymbol der Sprung nach Hollywood – ein Novum für eine deutsche Schauspielerin. Zu ihren bekanntesten Filmen zählt die Blake-Edwards-Komödie Ein Schuß im Dunkeln mit Peter Sellers von 1964, die zur Pink-Panther-Reihe gehört.

## Leben
Elke Sommer, eigentlich Schletz, war das einzige Kind des evangelischen Pfarrers Peter Schletz und seiner Frau Renate, geborene Topp. Ihre Familie wurde 1942 aus Berlin ins fränkische Niederndorf (Herzogenaurach) evakuiert. Aufgewachsen in Erlangen am Rand der Fränkischen Schweiz, verlor sie im Alter von 14 Jahren ihren Vater. Ab 1950 besuchte Sommer das Humanistische Gymnasium Erlangen, das sie ein Jahr nach der Mittleren Reife verließ.
Während eines Au-pair-Aufenthaltes in London erhielt Sommer eine Fremdsprachenausbildung, ihr Berufsziel war Dolmetscherin; heute spricht sie sechs Sprachen. 1964 siedelte sie nach Beverly Hills (USA) über und heiratete den Journalisten und Schriftsteller Joe Hyams. 1970 posierte sie für den Playboy, fotografiert von ihrem Ehemann. Die Ehe, während der Sommer insgesamt drei Fehlgeburten erlitt, wurde 1981 geschieden. 1993 heiratete sie den acht Jahre jüngeren Hotelier Wolf Walther, der zwei erwachsene Kinder, Sebastian und Caroline, in die Ehe einbrachte. Sommer und Walther leben abwechselnd in Los Angeles und Marloffstein im Landkreis Erlangen-Höchstadt.

## Karriere
Im Sommer 1956 drehte sie in London und der italienischen Rivera "Die heißen Katzen!", der 1957 ausgestrahlt wurde; dieser Film wurde die spätere Vorlage für die James Bond Filme.
Während eines Urlaubs in Italien wurde Elke Sommer 1958, noch unter ihrem Geburtsnamen Schletz, in einem Café der Stadt Viareggio zur „Miss Viareggio“ gekürt. Aufgrund der daraufhin veröffentlichten Fotos holte sie der Filmregisseur Vittorio De Sica nach Rom, und im selben Jahr spielte sie erstmals in einem italienischen Film. Zu dieser Zeit nahm sie den Künstlernamen „Sommer“ an. 1959 erhielt sie von dem deutschen Filmproduzenten Artur Brauner einen Dreijahresvertrag und drehte ihren ersten deutschen Film, Das Totenschiff, in dem sie an der Seite von Horst Buchholz eine Bahnwärterstochter spielte. In ihrem nächsten Film, Am Tag, als der Regen kam, verkörperte sie die Gangsterbraut Ellen und übernahm erstmals den sexbetonenden Rollentyp, der jahrelang ihr Image prägte.
Im Jahr 1962, nach dem Film Das Mädchen und der Staatsanwalt gelang Sommer der Sprung nach Hollywood. Insgesamt wirkte sie in mehr als 70 Kino- und Fernsehfilmen mit. Bei den Vorbereitungen zu den Dreharbeiten zu The Wicked Dreams of Paula Schultz, in dem sie als DDR-Stabhochspringerin die Berliner Mauer überspringen sollte, trainierte sie 1967 an der UCLA wochenlang mehrere Stunden täglich mit einem Sportlehrer. 1968 wirkte sie in dem Film Rollkommando mit, bei dem Joe Hyams, welcher Schüler von Bruce Lee war, für die Kampfkunstszenen des Films verantwortlich war.
Neben dem Image einer Sexbombe haftete Sommer in den Medien auch der Ruf einer Tochter aus bildungsbürgerlichem Hause an. Dementsprechend bezeichneten sie die Autoren Oswalt Kolle und Siegfried Sommer als „Erlanger Pfarrerstochter“. 1975, im ersten von der UNO ausgerufenen „Jahr der Frau“, verteidigte Sommer in der deutschen TV-Sendung Der heiße Draht (Moderation Joachim Fuchsberger) in einem Disput mit der Dirigentin Hortense von Gelmini die Nacktheit gegenüber der Scham.
Neben ihrer Filmkarriere trat sie in zahlreichen amerikanischen TV-Shows auf, darunter mehrmals in der Dean-Martin-Show sowie in der Muppet-Show (1978), und begann 1970 Theater zu spielen. Sie gastierte an verschiedenen amerikanischen Bühnen und spielte in Deutschland vorwiegend auf Tourneen und an Bühnen wie dem St. Pauli Theater in Hamburg.
Sommers Versuch einer Gesangskarriere hatte mäßigen Erfolg. Auf der Folk-LP Du, Du liegst mir im Herzen sang sie in acht Sprachen. Einige weitere Schallplattenaufnahmen folgten.
Von 1966 an betätigte Sommer sich unter dem Pseudonym „E. Schwartz“ als Malerin und präsentierte ihre Werke in Ausstellungen in mehreren Ländern. 
Als Schauspielerin trat sie seit den 1980er Jahren hauptsächlich in deutschen TV-Produktionen in Erscheinung. Zuletzt spielte sie in dem Spielfilm Das Leben ist zu lang des Schweizer Regisseurs Dani Levy (2010).

## Filmografie
- 1959: L’amico del giaguaro
- 1959: La pica sul Pacifico
- 1959: Ragazzi del juke box
- 1959: Das Totenschiff
- 1959: Am Tag, als der Regen kam
- 1960: Lampenfieber
- 1960: Urlatori alla sbarra
- 1960: Uomini e nobiluomini
- 1960: Himmel, Amor und Zwirn
- 1960: Sappho, Venus von Lesbos (Saffo, venere di Lesbo)
- 1960: Luxusweibchen (Femmine di lusso)
- 1961: Und sowas nennt sich Leben
- 1961: Zarte Haut in schwarzer Seide (De quoi tu te mêles Daniela!)
- 1961: Herein, ohne anzuklopfen (Don’t Bother to Knock)
- 1961: Geliebte Hochstaplerin
- 1961: Auf Wiedersehen
- 1962: Nachts ging das Telefon
- 1962: Café Oriental
- 1962: Sie nennen es Liebe (Douce violence)
- 1962: Das Mädchen und der Staatsanwalt
- 1962: Le Chien (TV-Film)
- 1962: Un chien dans un jeu quilles
- 1962: Spiel und Leidenschaft (Bahía de Palma)
- 1963: Gelegenheitsarbeiter (Les Bricoleurs)
- 1963: Verführung am Meer
- 1963: Die Sieger (The Victors)
- 1963: … denn die Musik und die Liebe in Tirol
- 1963: Der Preis (The Prize)
- 1964: Seven Tons of Gunfire
- 1964: Ein Schuß im Dunkeln (A Shot in the Dark)
- 1964: Unter Geiern
- 1965: Die Puppen (Le bambole)
- 1965: Hotel der toten Gäste
- 1965: Bei Madame Coco (The Art of Love)
- 1965: Tausend Takte Übermut
- 1965: Goldfalle (The Money Trap)
- 1965: … denn keiner ist ohne Schuld (The Oscar)
- 1966: Völlig falsch verbunden! (Boy, Did I Get a Wrong Number!)
- 1966: Mitternacht – Canale Grande (The Venetian Affair)
- 1966: Die Hölle von Macao
- 1966: Heiße Katzen (Deadlier Than The Male)
- 1968: The Wicked Dreams Of Paula Schultz
- 1968: An einem Freitag in Las Vegas (Las Vegas, 500 millones)
- 1968: Rollkommando (The Wrecking Crew)
- 1970: Die schmutzigen Helden von Yucca (The Invincible Six)
- 1971: Percy – Spatz in der Hand (Percy)
- 1971: Zeppelin
- 1971: Perlico – Perlaco (Fernsehfilm)
- 1972: Probe (Fernsehfilm)
- 1972: Baron Blood (Gli orrori del castello di Norimberga)
- 1973: Die Reise nach Wien
- 1974: Der Teuflische (Lisa e il diavolo)
- 1974: Einer von uns beiden
- 1974: Percy – Der Potenzprotz (Percy’s Progress)
- 1974: Ein Unbekannter rechnet ab (And Then There Were None)
- 1975: Das Netz
- 1975: Der total verrückte Mumienschreck (Carry On Behind)
- 1976: One Away
- 1976: The Transformer – Sein Haß war stärker als Gefängnismauern (The Astral Factor)
- 1976: Per Saldo Mord
- 1976: Tote pflastern seinen Weg (Pronto ad uccidere)
- 1976: Der Sechs-Millionen-Dollar-Mann (The Six Million Dollar Man) (Fernsehserie, Folge 4x05)
- 1977: Nicht von gestern (Fernsehserie)
- 1978: Im Bannkreis des Todes (I Miss You, Hugs and Kisses)
- 1979: The Treasure Seekers
- 1979: Der Supercoup (A Nightingale Sang in Berkeley Square)
- 1979: Der Gefangene von Zenda (The Prisoner of Zenda)
- 1979: Sieben Stuntmänner räumen auf (The Fantastic Seven) (Fernsehfilm)
- 1979: The Double McGuffin
- 1980: Exit Sunset Boulevard
- 1980: Griff nach den Sternen (Top Of the Hill) (Fernsehfilm)
- 1981–1984: Love Boat (Fernsehserie, 4 Folgen)
- 1981: Fantasy Island (Fernsehserie, Folge 5x06)
- 1981: Der Mann im Pyjama
- 1982: Die Krimistunde (Fernsehserie, Folge 1, Episode: "Der Antrag")
- 1982: Inside the Third Reich (Fernsehfilm)
- 1984: Verheiratet mit einem Star (Lily in Love)
- 1984: Niemand weint für immer
- 1985: Jenny’s War (Fernsehfilm)
- 1986: Peter der Große (Miniserie)
- 1986: Chefarzt Dr. Westphall (St. Elsewhere) (Fernsehserie, Folge 5x04)
- 1986: Anastasia (Anastasia: The Mystery of Anna) (Fernsehfilm)
- 1986: Adventures Beyond Belief (Fernsehfilm)
- 1986: Der Stein des Todes
- 1988: Himmelsheim
- 1992: The Thing – Gene außer Kontrolle (Severed Ties)
- 1992: Auf eigene Faust (Counterstrike) (Fernsehserie, Folge 3x05)
- 1993: Happy Holiday (Fernsehserie, Folge 1x04)
- 1993: Destiny Ridge (Fernsehserie, 1 Folge)
- 1994: Florian III (Fernsehserie, Hauptrolle)
- 1996: Alles nur Tarnung
- 1998: Doppeltes Spiel mit Anne
- 1999: Gisbert (Fernsehserie, Folge 1x01)
- 2000: Nicht mit uns (Fernsehfilm)
- 2000: Flashback – Mörderische Ferien
- 2005: Reblaus (Fernsehfilm)
- 2005: Ewig rauschen die Gelder (Fernsehfilm)
- 2010: Das Leben ist zu lang
- 2017: A Thousand Kisses (Kurzfilm) Stimme

## Synchronisationen
- 1963: Der Preis (The Prize)
- 1964: Ein Schuß im Dunkeln (A Shot in the Dark)
- 1986: Der Stein des Todes (Death Stone)
- 2000: Ein Königreich für ein Lama (The Emperor’s New Groove)

## Diskografie

### Singles
- 1961: Be not notty / The Faithful Hussar
- 1962: Wir sind Freunde / Darling
- 1962: Adieu, Adieu / Nachts ging das Telefon
- 1964: Cowboy-Shake / Hey, hey, hey, ich suche einen Boy
- 1965: Ich sage No / Es könnte sein
- 1965: Hully-Gully Italiano / Miss Cumberland
- 1965: Das genügt mir nicht / Oh, I Love You
- 1965: Es war ein Sommer in der Normandie / Ich geh' den Strand entlang
- 1970: Ich kann prima Leben ohne Dich / Solang die Welt sich weiter dreht
- 1972: So Knall auf Fall / Tränen im Sand
- 1976: Die Brunsruum / Etz gemmer fei hamm

### EP
- 1973: Ich brauche dich so sehr

### Alben
- 1965: Love in Any Language (MGM, USA)
- 1965: Ich liebe dich (Polydor, Deutschland)
- 1972: Du, du liegst mir am Herzen (PoP, Deutschland)
- 1977: Elke Sommer (Cantagallo, Deutschland)
- 1999: Das allein kann doch nicht alles sein (CD)

## Hörspiele
- Ein Königreich für ein Lama - Das Original-Hörspiel zum Film. Walt Disney Records, 2001, ISBN 3-89780-162-0.

## Auszeichnungen
- 1963: Golden Globe Award als Beste Nachwuchsdarstellerin für Der Preis
- 1967, 1968: Bambi
- 1972, 1973: Beste Theaterschauspielerin des Jahres (Chicago)
- 2000: DIVA-Award
- 2017: Ehrendarstellerpreis des Eat My Shorts – Hagener Kurzfilmfestivals
- 2018: Touristik- und Medienpreis Goldene Sonne (Lebenswerk 60 Jahre Internationaler Film)
- 2019: Bayerischer Verdienstorden[13]